# Крылов, Сергей Михайлович
Сергей Михайлович Крылов (1919—1979) — советский генерал-лейтенант внутренней службы, начальник организационно-инспекторского управления МВД СССР (1969—1971), начальник Штаба МВД СССР (1971—1974), профессор, основатель и первый начальник Академии МВД СССР (1974—1979).

## Биография
Родился 31 декабря 1919 года в деревне Олешино Могилевской области Белоруссии. После школы поступил и с отличием окончил в 1939 году Саратовское военное училище войск НКВД. Перед Великой Отечественной войной служил в пограничных войсках НКВД. Участник Великой Отечественной войны. В 1941—1942 году командир особой снайперской группы войск НКВД, в 1942 году командир особой снайперской группы войск НКВД в составе 49-й армии Западного фронта, а с 1943 года и до октября 1945 года — служил командиром роты полка специального назначения Управления коменданта Московского Кремля. Неоднократно выезжал в спецкомандировки на фронт. Окончив с отличием в 1949 году Военную академию имени М. В. Фрунзе, служил старшим помощником начальника оперативного отдела ГУВВ МГБ СССР, был старшим преподавателем кафедры службы войск Военного института МВД имени Ф. Э. Дзержинского.
В 1956 году Крылов окончил адъюнктуру Академии им. М. В. Фрунзе. С апреля 1956 по март 1967 — старший преподаватель кафедры тактики и оперативного использования пограничных и внутренних войск, заместитель начальника научно-издательского отдела Военного института КГБ при Совете Министров СССР, старший научный сотрудник научно-издательского отдела Высшей школы КГБ при Совете Министров СССР.
С марта 1967 по январь 1974 — начальник Контрольно-инспекторского отдела МООП СССР, начальник Организационно-инспекторского управления МВД СССР, начальник Штаба МВД СССР.
С 1974 по 1979 годы — начальник Академии МВД СССР.
Консультант художественного фильма «И снова Анискин».
Застрелился в своём кабинете в Академии 19 апреля 1979 года, оставив предсмертную записку:

«Нет сил жить. Если у человека убита вера и надежда, он труп. Господи! Как я работал! Как горел, как боролся! И чем благороднее была цель, чем вдохновеннее труд, тем больше ненависть власть имущих. Я оплодотворил своим талантом и фантастическим трудом интеллектуальную пустыню органов внутренних дел… и за все это я плачу жизнью. Это мир рабов, холуев и карьеристов».

Похоронен на Ваганьковском кладбище (47 уч.).

## Оценки коллег
Был ли он работоспособен — это смотря что понимать под работоспособностью. Если человек приезжает по ночам в министерство, поднимает по тревоге своих подчинённых, включая стенографистку и машинистку, и отрабатывает свои идеи, мотивируя тем, что эти идеи нужны министерству именно утром, а потом эти идеи оказываются никуда не годными и летят в корзину, то я бы не назвал это работоспособностью— Юрий Чурбанов «Я расскажу все, как было» ИЦ «Лиана», 1993 ISBN 5-86712-012-0
"... В академии МВД прогрессивный и умный ректор генерал Крылов создает там серьезный научный центр и им настолько нужны хорошие кадры, что они готовы взять даже еврея. На всякий случай Гозман приехал посоветоваться ко мне (Кону И.С. Кон, Игорь Семёнович) в Ленинград. Я редко даю однозначные советы. но в данном случае счел возможным это сделать. "Все верно, - сказал я. - Крылов действительно имеет хорошую репутацию, и они хотят заниматься делом, но в выборе между личностью и системой нужно всегда отдавать предпочтение системе. Сегодня это хорошее учреждение. а завтра с Крыловым что-нибудь случится, и ты останешься в карательной системе с ограниченной свободой". Леня последовал совету, а Крылова действительно скоро начали травить, и он застрелился в своем служебном кабинете".

## Награды
Был награждён многими государственными наградами, в том числе орденом Трудового Красного Знамени и двумя орденами Красной Звезды, медалью «За отвагу».

## Память
В 1989 году был снят документальный фильм о трагической судьбе генерал-лейтенанта внутренней службы С. М. Крылова.
Упомянут в книге из серии ЖЗЛ "Щёлоков". 